# Hemolitin
A hemolitin vas- és lítiumtartalmú feltételezett földönkívüli fehérje egy preprint szerint. Az eredményt nem közölték tudományos folyóiratban. A fehérjét Malcolm W. McGeoch et al. szerint két CV3 meteoritban, az Allendében és az Acfer-086-ban találta egy, a Harvard Egyetem biokémikusa, Julie McGeoch által vezetett kutatócsapat. A beszámolót szkeptikusan fogadták, és több cikk feltételezte, hogy a kutatók nem teljes adatokból túl messze extrapoláltak.

## Forrásai
Az észlelt hemolitint a tanulmány szerint két CV3 meteoritban, az Allendében és az Acfer-086-ban találták. Az Acfer-086, ahol teljes molekulát észleltek, az algériai Agemourban találták 1990-ben.

## Szerkezet
A kutatók tömegspektrometriai elemzése szerint a hemolitin nagyrészt glicinből és hidroxiglicinből áll. A kutatók megjegyezték, hogy a fehérje összefügghetett a nagyon magas földönkívüli 2H/1H arányokkal, melyek a Földön nem találhatók meg, azonban konzisztensek a hosszú periódusú üstökösökkel, és feltételezik, hogy „a fehérje a protoszoláris korongban vagy még korábban, a Nap születése előtt létezett molekulafelhőkben alakulhatott ki”.
A hemolitin természetes kialakulása a glicin kezdeti kialakulásával indulhatott, majd további glicinmolekulákkal való polimerizációval és vas- és oxigénatomokkal való egyesüléssel folytatódhatott. A vas és oxigén a molekula végén vannak. A kutatók szerint a vas-oxid a molekula végén fotonokat nyelhet el, lehetővé téve a molekulának a víz (H2O) bontását hidrogénre és oxigénre, így az élet fejlődéséhez használható energiaforrást biztosítva.
Jeffrey Bada, exobiológus és kémikus vitatja a fehérjefelfedezést, szerinte „a fő probléma a hidroxiglicin jelenléte, melyről korábban nem számoltak be meteoritokban vagy prebiotikus környezetben. És nem található meg fehérjékben.” Különösnek tartja az aminosavakat, és kétli az eredményeket. Hozzá hasonlóan a Glasgow-i Egyetemen működő Lee Cronin a szerkezetet értelmetlennek tartja.

## Történet
A hemolitin két CV3 meteoritból, az Allendéből és az Acfer-086-ból izolált fehérje neve. 2H/1H aránya a földinek 26-szorosa, amely alapján csillagközi felhőben vagy később a Naprendszer protoplanetáris korongjában alakult ki 4,567 milliárd évvel ezelőtt. Elemei, a hidrogén, a lítium, a szén, az oxigén, a nitrogén és a vas először 13 milliárd évvel ezelőtt jelentek meg, miután az első csillaggeneráció nukleoszintetikus eseményei véget értek.
A hemolitin felfedezéséhez vezető kutatás 2007-ben indult, mikor az ATP-szintáz C alegységről, a Földön kialakult egyik első fehérjéről kiderült, hogy vizet csapdáz. Ennek biokémia előtti kémiában való hasznossága révén elméleti entalpiaszámítást végeztek az aminosavak kondenzációjáról annak eldöntésére, hogy képesek-e aminosavak fehérjékké polimerizálódni az űrben – képeseknek bizonyultak, és a kondenzációban részt vevő víz segítette ezt. Ezután több, a hemolitin izotóp- és tömegösszetételéről szóló kézirat keletkezett.

## Fordítás
Ez a szócikk részben vagy egészben  a   Hemolithin című angol Wikipédia-szócikk ezen változatának fordításán alapul.  Az eredeti cikk szerkesztőit annak laptörténete sorolja fel. Ez a jelzés csupán a megfogalmazás eredetét és a szerzői jogokat jelzi, nem szolgál a cikkben szereplő információk forrásmegjelöléseként.